# Mali Bošnjak
Mali Bošnjak (Servisch cyrillisch Мали Бошњак) is een plaats in de Servische gemeente Koceljeva. De plaats telt 300 inwoners (2002).